# 토미 캐시디
토머스 캐시디(영어: Thomas Cassidy, 1950년 11월 18일, 벨파스트 ~)는 북아일랜드의 전직 국가대표 축구 선수로, 현역 시절 미드필더로 활약했다.
프로 선수로서, 그는 아즈, 글렌토런, 뉴캐슬 유나이티드, 번리, 그리고 APOEL에서 활동했다. 그는 북아일랜드 국가대표팀 경기에 24번 출전했고, 1982년 월드컵에 참가해 2차 조별 리그 진출을 이룩했다.
현역 은퇴 후, 그는 아즈, 슬라이고 로버스, 워킹턴, 휘트비 타운, 그리고 블라이스 스파르탄스를 지휘했다.

## 생애
캐시디는 벨파스트 출신이었다. 그는 십대 시절에 스트라이커였고, 1969년에 아일랜드 리그에서 인상적인 활약을 펼쳤다. 1969년, 1군 무대에 몇 차례 출전한 후, 그는 시티컵 결승전에서 해트트릭을 기록했고, 글렌토런은 이 경기에서 뱅고어를 7-1로 이겼다. 그 다음 시즌 초, 캐시디는 6번의 경기에서 4번 골망을 흔들었고, 뉴캐슬 유나이티드는 그의 영입에 £15,000를 제의했다. 1970년 10월, 캐시디는 글렌토런 1군에서 14경기만 출전하고서 잉글랜드 1부 리그 무대에 입성했다.
비록 캐시디는 얼마 지나지 않아 풋볼 리그 첫 경기를 치렀지만, 1970년 11월 7일에 0-2로 패한 사우샘프턴과의 경기에서 첫 경기를 치르고, 3년이 지나서야 처음으로 주전 명단에 이름을 올렸다. 주전으로 도약하기 전, 캐시디는 1-2로 패한 피오렌티나와의 1973년 코파 안글로-이탈리아나 결승전 경기에서, 1군 무대에 얼마 되지 않는 경기에 출전했다. 당시까지, 그는 주로 공격형 미드필더였고, 1973-74 시즌에 처음으로 주전으로 도약해 뉴캐슬의 텍사코(영국 도서지역)컵 결승전에서 번리를 꺾고 우승했고, FA컵 결승전에서는 리버풀을 상대로 출전했다. 이후, 캐시디는 부상으로 허덕여 리그 9경기 출전에 그쳤지만, 텍사코컵 결승전에 출전해 사우샘프턴에 합계 3-1로 이기고 연속으로 우승했다. 그 다음 시즌, 뉴캐슬은 웸블리로 또 한 차례 결승전을 치르러 가 맨체스터 시티와의 리그컵 경기에서 1-2로 패했다.
캐시디의 북아일랜드 국가대표팀 활약상은 잉글랜드 축구 1년차가 끝나면서 찾아왔는데, 0-1로 패한 잉글랜드와의 홈 네이션스 토너먼트에서 에릭 맥모디와 교체되어 들어갔다. 그 다음 시즌, 그는 1-1로 비긴 소련과의 유럽 선수권 대회 에선전 경기에서 또다시 출전했다. 그는 소속 구단에서처럼, 국가대표팀에서도 주전으로 도약하기까지 시간이 걸렸다. 그가 대도약을 이룩했을 때인 1973-74 시즌에 국가대표팀에서도 대도약을 이룩했는데, 4번째 출전 경기는 스코틀랜드전이었고, 그는 선발로 출전해 1-0 결승골을 득점했다. 이 골은 처음이자 마지막으로 그가 득점한 국가대표팀 경기였고, 1979년이 되어서야 북아일랜드는 또다시 1승에 성공했다.
1970년대 중반, 부상에도 불구하고 캐시디는 북아일랜드 주전을 유지했지만, 대니 블랜치플라워와 마찰로 2년 동안 국가대표팀에서 추방되었다. 그는 블랜치플라워 감독의 막판 몇 경기에 복귀했는데, 1-5로 패한 웸블리에서의 잉글랜드전과, 1-0으로 이긴 윈저 파크에서의 아일랜드전에 출전했다.
사타구니, 무릎, 그리고 발목 부상으로 캐시디는 주력이 떨어졌고, 빌리 빙엄이 1980년에 북아일랜드 국가대표팀 감독으로 취임하자, 캐시디는 보다 수비적인 미드필더 역할을 맡았다. 빙엄은 캐시디를 처음 9경기 동안 이 역할로 기용했고, 그에 따라 매킬로이, 브라더스턴, 피니, 그리고 오닐이 공격적으로 만개할 수 있게 했다. 그는 북아일랜드가 1980년 홈 네이션스 선수권 우승에 일조했는데, 벨파스트로 66년 만에 우승컵을 선사했다.
캐시디가 뉴캐슬 유나이티드에서 치른 마지막 시즌은 1979-80 시즌이었는데, 뉴캐슬 유나이티드는 2부 리그 선두를 달려 1980년 초에 승격이 예상되었다. 캐시디는 연말에 인상적인 2골을 기록했는데, 12월 15일에 퀸스 파크 레인저스를 상대로 18미터에서 공중에서 바로 골망을 흔들어 3-2로 앞서나갔고,(최종적으로 4-2 승리) 이후 선덜랜드와의 새해 첫 날 경기에서는 3-1 안방 승리를 결정짓는 장거리 쐐기골을 기록했다. 그는 이후, 석간 신문에 다음과 같이 회견했다: "저는 그때부터 이렇게 살아왔습니다. 사실 어디 가든 사람들이 저에게 말했습니다. 22,720 리터의 맥주 가치를 했다고요! 때로 앉아있을 때 저는 회고합니다. 제 시절에 이 경기가 뉴캐슬 시절에 최고의 경기였습니다."
그러나, 뉴캐슬은 추진력을 잃고 리그를 9위로 마쳤다.
3부 리그로 강등된 번리가 £30,000에 그를 1980년 여름에 영입했지만, 국가대표팀 출전에 문제가 되지 않았지만, 몇 시즌 동안 빙엄은 보다 높은 리그에서 뛰는 선수를 중용했다. 이에도 불구하고, 그는 녹색 유니폼을 입고 몇 차례 영광의 순간을 맞이했다. 1981년 11월, 그는 마틴 오닐을 대신해 스페인에서 열리는 대회 본선행 진출권이 걸린 이스라엘과의 월드컵 예선전을 치르게 되었다. 결국 북아일랜드는 이 경기를 1-0으로 이겼고, 캐시디도 대회 본선에 참가했다. 그는 스페인에서 열린 본선에서 1경기 출전했는데, 부상당한 새미 매킬로리와 교체되어 들어가 10명으로 수적 열세인 북아일랜드 선수단을 도와 개최국을 상대로 1-0 승리에 일조했다. 스페인은 캐시디를 위해 경례의 기회를 주며 경기를 들었다 놓았고, 캐시디는 가장 영광스럽게 국가대표팀 생활을 마쳤다.
스페인 땅을 밟기 전 번리의 3부 리그 우승을 도운 후, 캐시디는 1983년에 풋볼 리그에서의 행보를 마치고 키프로스의 APOEL로 이적해 컵과 슈퍼컵을 우승했다. 훗날 그는 이 구단을 지도하여 키프로스 리그를 우승했지만, 경기에서의 부정 문제로 구단을 떠나게 되었다. 그는 게이츠헤드 소속으로 북동부 잉글랜드에 복귀했고, 1992년에 케빈 키건 감독이 취임하기 전까지 뉴캐슬 제의 소식이 있었다. 1994년, 그는 오벌로 복귀해 사기가 떨어진 글렌토런의 감독이 되었고, 골드컵에서 초기에 우승했다. 그는 글렌토런에서 이후 고전했는데, 상위 컵대회 우승을 놓치고, 리암 코일과 같은 고액의 애물딴지 선수들을 영입하였고, 1996년에 글레너번과의 아이리시컵 결승전이 그나마 거둔 성과였다. 지지자들의 압박을 받은 캐시디는 1997년 12월에 글렌토런을 떠났다.
1998년, 캐시디는 아즈의 감독이 되었지만, 1999년 10월에 1부 리그 승격권에 들지 못해 이사진을 만족시키지 못하면서 2위임에도 불구하고 해임되었다.
1달도 되지 않아, 캐시디는 슬라이고 로버스 감독이되었다. 그는 첫 안방 경기에서 슬라이고를 이끌고 섐록 로버스에 3-5로 패했고, 본인도 퇴장당했다. 그는 소속 구단의 1부 리그 강등을 막지 못했다. 슬라이고는 이듬해 승격을 간발의 차이로 놓쳤는데, 최종전에서 홈 팜과의 경기에서 1-4로 패했고, 캐시디는 그 해 여름 구단을 떠났다.
그는 북아일랜드 감독 새미 매킬로이를 위해 아이리시 리그 선수들을 잠깐 스카우트했고, 이후 북아일랜드 1부 리그 워킹턴의 지휘봉을 잡았다. 그는 붉은 군단을 이끌고 2004년에 프리미어십 승격을 이룩했고, 준우승으로 소속 구단은 북부 풋볼 컨퍼런스에 승격했다.
2011년 12월 16일, 그는 블라이스 스파르탄스 감독이 되었지만, 2012년 10월에 해임되었다.
2021년, 캐시디는 알츠하이머병 투병중인 것으로 밝혀졌다.

## 수상

### 선수
글렌토런
- 시티컵: 1969–70

뉴캐슬 유나이티드
- 코파 안글로-이탈리아나: 1973
- 텍사코컵: 1973–74, 1974–75
- FA컵: 1973–74[8]

번리
- 3부 리그: 1981–82

APOEL
- 키프로스컵: 1983–84
- LTV 슈퍼컵: 1984

### 감독
APOEL
- 키프로스 1부 리그: 1985–86
- LTV 슈퍼컵: 1986

글렌토런
- 아이리시컵: 1995–96
- 골드컵: 1994–95